# Partito per l'Umanità, l'Ambiente e la Protezione degli Animali
Il Partito per l'Umanità, l'Ambiente e la Protezione degli Animali (in tedesco Partei Mensch Umwelt Tierschutz), conosciuto anche semplicemente come Partito per la Protezione degli Animali (in tedesco Tierschutzpartei), è un partito politico della Germania fondato nel 1993 da Ingeborg Bingener.
I principali obiettivi del partito sono la difesa dei diritti degli animali e l'ambientalismo.

## Obiettivi
Il partito ha come fine la sostituzione della visione antropocentrica con una visione in cui non solo gli esseri umani possiedano diritti. Il suo obiettivo principale è l'introduzione di maggiori diritti degli animali nella costituzione tedesca che includono il diritto per gli animali di vivere e di essere protetti dai danni fisici e psicologici. Il partito opera per l'aumento della diffusione del veganismo e il divieto della sperimentazione sugli animali, della corrida, della caccia, della produzione di pellicce e degli animali nel circo.

## Rappresentanza
Alle elezioni europee del 2014 il leader del partito Stefan Eck è stato eletto al Parlamento europeo.

## Risultati elettorali
| Elezione      | Voti    | %    | Seggi   |
| ------------- | ------- | ---- | ------- |
| Federali 1994 | 71.643  | 0,15 | 0 / 672 |
| Federali 1998 | 133.832 | 0,27 | 0 / 669 |
| Europee 1999  | 185.186 | 0,68 | 0 / 96  |
| Federali 2002 | 159.655 | 0,33 | 0 / 603 |
| Europee 2004  | 331.388 | 1,29 | 0 / 96  |
| Federali 2005 | 110.603 | 0,23 | 0 / 614 |
| Europee 2009  | 289.694 | 1,10 | 0 / 96  |
| Federali 2009 | 230.872 | 0,53 | 0 / 622 |
| Federali 2013 | 140.366 | 0,32 | 0 / 631 |
| Europee 2014  | 366.598 | 1,25 | 1 / 96  |
| Federali 2017 | 374.179 | 0,80 | 0 / 631 |
| Europee 2019  | 542.226 | 1,45 | 1 / 96  |